# Hugonia sphaerocarpa
Hugonia sphaerocarpa är en linväxtart som beskrevs av Henri Ernest Baillon. Hugonia sphaerocarpa ingår i släktet Hugonia och familjen linväxter. Inga underarter finns listade i Catalogue of Life.